# Thomson-féle atommodell

A Thomson-féle atommodell.
Elektronok: sárga
Pozitív rész: piros

A Thomson-féle atommodell vagy más néven mazsoláskalács-modell, mazsoláspuding-modell (angolul: plum pudding model) egy olyan atommodell, amely szerint az atomban egyenletesen oszlik el a tömeg nagyobb, pozitív töltésű része, és abban mozognak a kis tömegű elektronok. A modellt 1904-ben Joseph John Thomson fejlesztette ki.
Alapállapotban az elektronok úgy oszlanak el, hogy a helyzeti energiájuk minimális legyen. Ha megzavarják az elektronokat, akkor rezegni kezdenek. Thomson kísérleteket végzett röntgensugárzással, és eredmények azt mutatták, hogy az elektronok száma nagyjából a tömegszámmal egyezik.
Thomson atommodelljét Lénárd Fülöp magyar származású német fizikus cáfolta meg, aki elektronokkal bombázott egy fémfóliát (Lénárd-ablak), amin az elektronok eltérülés nélkül haladtak át — tehát az atom nem lehet tömör.
A modellt Ernest Rutherford aranyfólián végzett szórási kísérlete döntötte meg, ami kimutatta, hogy az atom tömegének nagy része koncentráltan, kis térfogatban helyezkedik el. Ezt hívjuk ma atommagnak.